# Alimemazin

Strukturformel för Alimemazin.

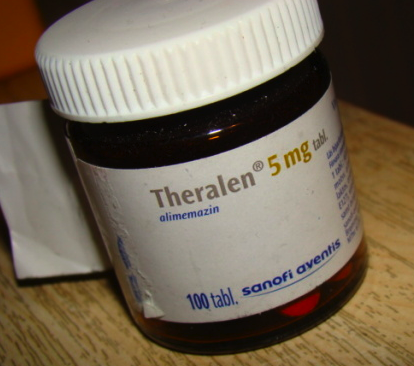
Theralen sålt i Sverige.

Alimemazin (Theralen) är ett lugnande fentiazinderivat som bland annat används som allergi- och klådstillande och som sömnmedel. Substansen är inte vanebildande men har biverkningar som beror på dess farmakologiska egenskaper. Substansen kan framförallt i kombinationer med andra läkemedel som hindrar alimemazins nedbrytning och i höga doser ha samma biverkningar som neuroleptika.
Medicinen har många användningsområden. Huvudsakligen används det som milt lugnande medel, vid ångest  , vid sömnrubbningar hos små barn, och mot allergiska reaktioner, kräkningar och klåda hos både vuxna, barn och djur. Då substansen inte är vanebildande används den ofta inom sjukvården, psykiatrin och beroendevården.
Även om alimemazin är neuroleptikabesläktat, är den antipsykotiska effekten svag, varför medicinen inte används som antipsykotiskt läkemedel.